# ColecoVision
ColecoVision — ігрова приставка другого покоління компанії Coleco Industries, випущена у серпні 1982 року. ColecoVision пропонувала графіку й ігровий процес на рівні ігрових автоматів, можливість використання ігор від інших ігрових систем (переважно від Atari 2600), а також розширюваність можливостей системи. Система була випущена в продаж одночасно з 12 іграми для неї, і 10 ігор планувалося до виходу протягом 1982 року. За час з 1982 по 1985 рік було випущено близько 170 ігор (на картриджах).

## Історія
Coleco уклала ліцензійну угоду з Nintendo, згідно з якою в комплект кожної ColecoVision входила версія гри Donkey Kong. Перенесення цієї гри з ігрового автомата на ColecoVision було виконано відмінно, графіка і звукові ефекти мали велику схожість з оригіналом. Більшість інших ігор, випущених для ColecoVision, також являли собою перенесення ігор з ігрових автоматів (багато з них були не дуже популярними в той час).
За Різдво 1982 Coleco продала 500 000 консолей, цьому успіху значною мірою сприяла гра, що входила в комплект. Головним конкурентом ColecoVision серед консолей того покоління була технічно більш просунута, але менш комерційно успішна, Atari 5200.
Продажі консолі швидко перевищили мільйон одиниць, це сталося на початку 1983, незадовго до краху ринку відеоігор 1983 року. Виробництво ColecoVision було припинено навесні 1984. Незважаючи на кінцеві труднощі, ColecoVision була продана в кількості більше шести мільйонів одиниць. У 1986 компанія Bit Corporation випустила клон Colecovision, назвавши його Dina. Він продавався в США компанією Telegames під назвою Telegames Personal Arcade.
За межами США ColecoVision поширювалася компанією CBS, під назвою CBS ColecoVision.
В даний час емулятори та ігри Coleco широко доступні у вигляді abandonware в Інтернеті. Хоча ігри залишаються авторською власністю, власники прав на ігри ColecoVision не перешкоджають їхньому поширенню, на відміну від ігор Intellivision і деяких ігор Atari.

## Апаратура ColecoVision
Зовні консоль являла собою прямокутний пластиковий корпус розміром 14×8×2 дюймів (356×203×51 мм), в якому знаходилася електроніка консолі. Кришка слота картриджа знаходилась на верхній правій стороні корпусу. Зовнішнє джерело живлення і антенний шнур підключалися до роз'ємів консолі ззаду. Ігрові контролери поміщалися в спеціальну заглибину в корпусі, у верхній лівій частині.
Дизайн ігрового контролера ColecoVision був схожий з контролером від Mattel Intellivision (вийшла у 1979), але мав коротку 1,5-дюймову ручку джойстика замість обертового диска. Джойстик знаходився у верхній частині контролера, над прямокутною цифровою клавіатурою. Дві бічні кнопки і клавіатура надавали додаткові можливості керування, такі як стрибок, стрільба або набір послідовності чисел. Також був наявний дуже тонкий слот для вставляння пластикових накладок, що містять опис призначення кнопок для конкретної гри. У комплектацію консолі входило два таких ігрових контролери, а також була сумісність з іншими контролерами: можна було підключити контролер від Atari 2600 і Sega Mega Drive/Sega Genesis.

## Технічні характеристики
- Процесор: Zilog Z80A на частоті 3,58 МГц
- Відеоконтролер: Texas Instruments TMS9918[ru]
  - Роздільність 256 × 192
  - Одночасне виведення 32 апаратних спрайтів
  - Фіксована палітра з 16 кольорів
- Звук: Texas Instruments SN76489A[en]
  - 3 генератори тону
  - 1 генератор шуму
- Відеопам'ять: 16 КБ
- Основний ОЗП: 1 КБ
- Носій: картридж обсягом 8/16/24/32 КБ

Схожість з іншими платформами
У ColecoVision використовується той самий процесор і відеоконтролер, що й у побутових комп'ютерах стандарту MSX1, і Sega SG-1000/SC-3000. Також використовується мікросхема звукогенератора, аналогічна системам від Sega. Комп'ютери стандарту MSX використовують іншу мікросхему генерації звуку, що має схожі характеристики — General Instruments AY-3-8910. Це робить перелічені системи практично ідентичними за апаратними можливостями, і істотно спрощує перенесення ігор між ними.

## Модулі розширення

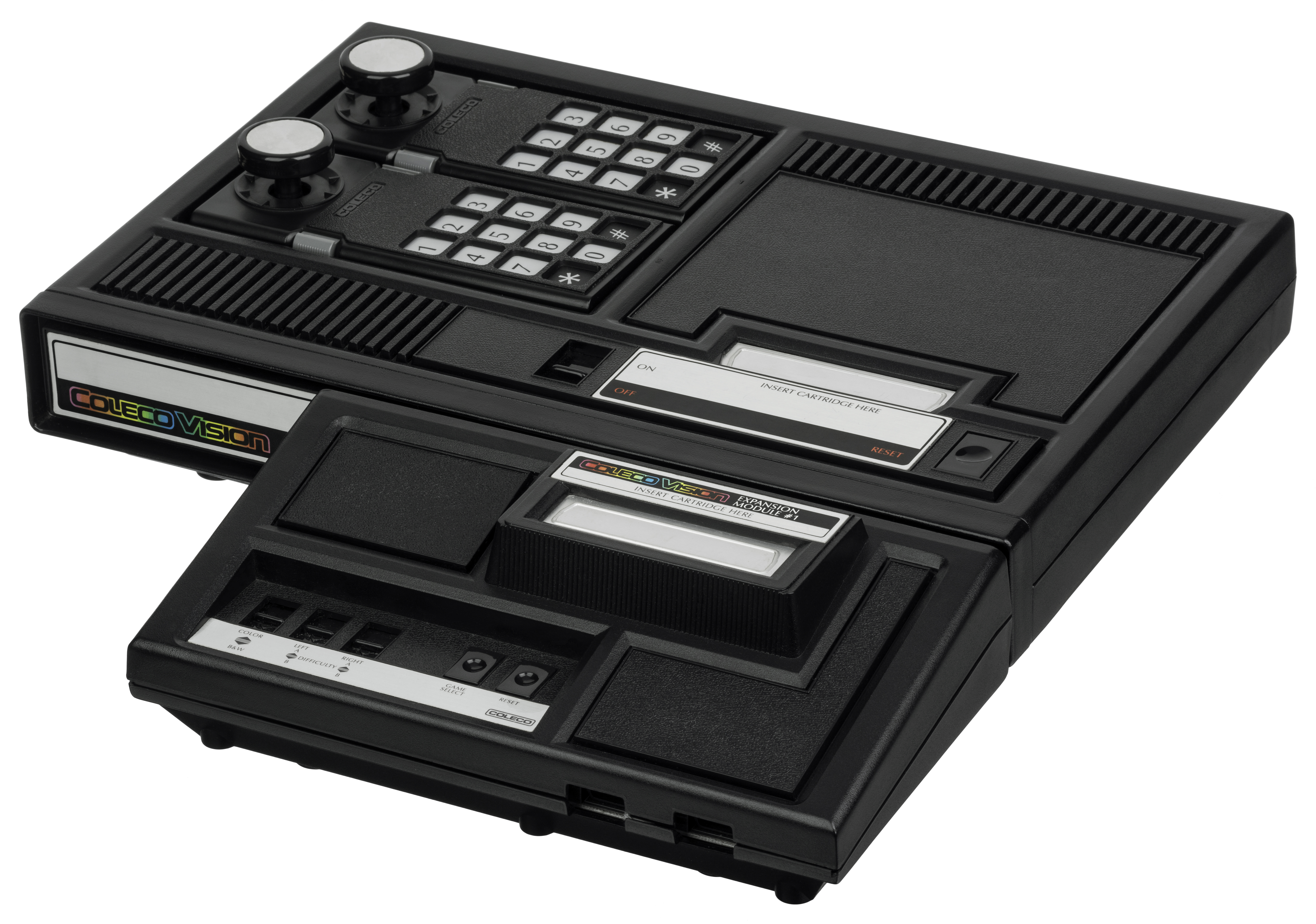
Консоль з під'єднаним модулем розширення #1

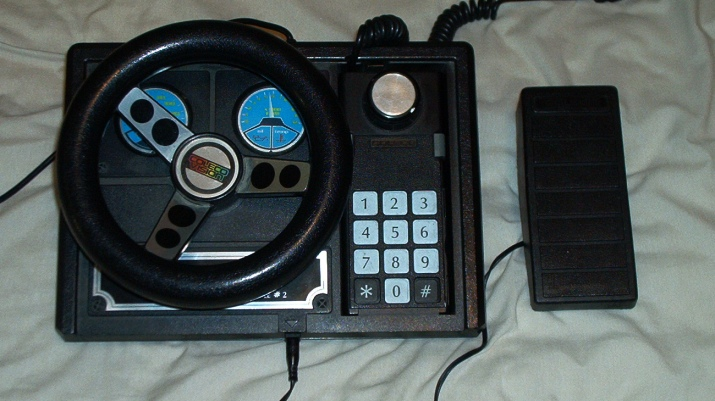
Модуль розширення #2

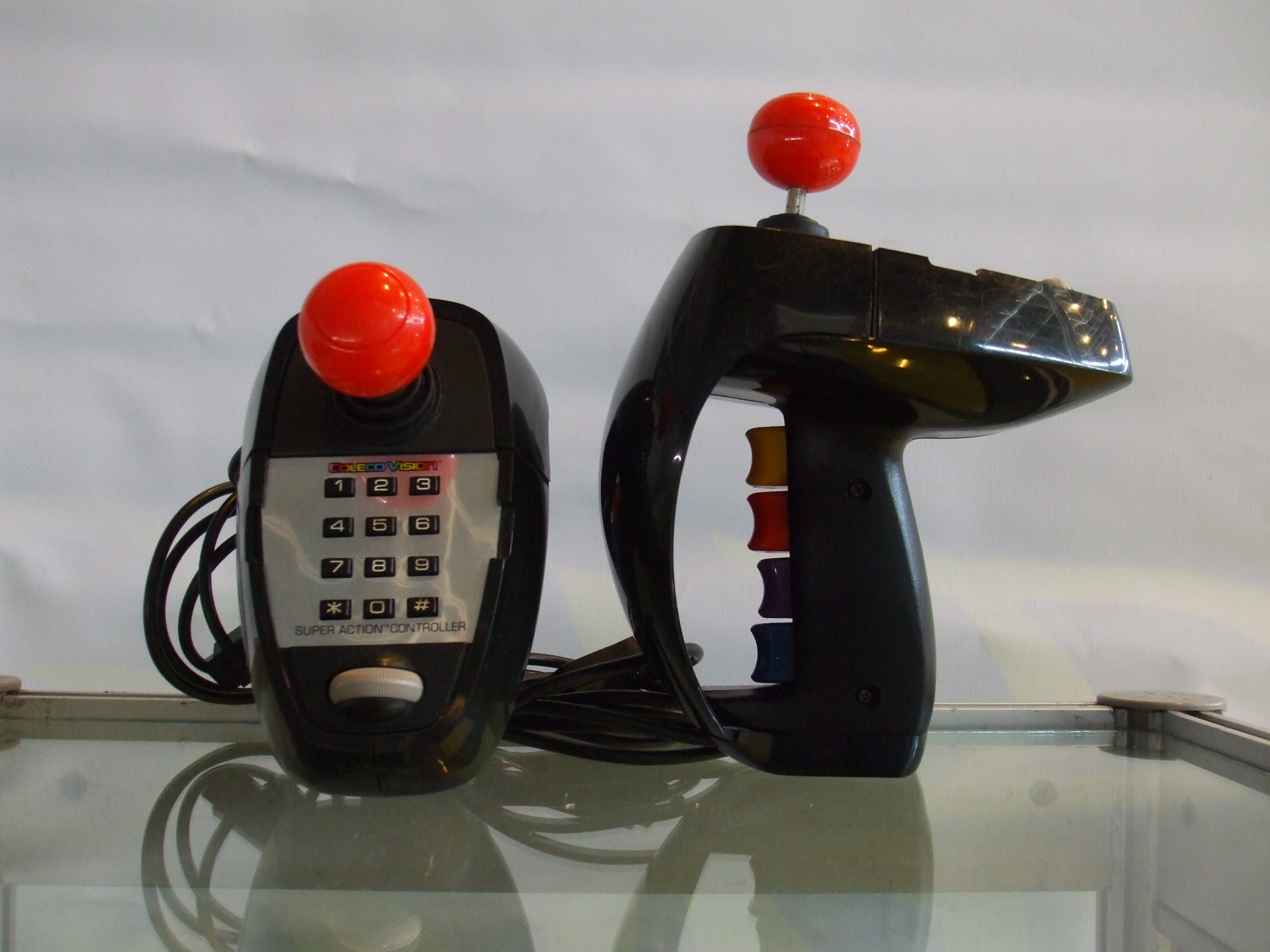
Super Action Controller

З моменту появи консолі, Coleco рекламувала додаток для неї, званий Модуль розширення #1. При використанні цього пристрою, ColecoVision ставала сумісною з лідером в індустрії — ігровою консоллю Atari 2600, що робило бібліотеку ігор, доступних на ColecoVision, найбільшою серед всіх консолей того часу. Цей пристрій став причиною судового позову від Atari, але Atari не вдалося зупинити продажі пристрою, оскільки Atari 2600 могла бути зібрана із стандартних електронних компонентів (що не порушувало патенти Atari). Coleco також вдалося розробити і продавати ігрову систему Gemini, яка була точним клоном Atari 2600, але мала ігровий контролер, у якому були поєднані джойстик і поворотна ручка (paddle, такий орган керування використовувався в Pong-подібних системах).
Модуль розширення #2 постачався з кермом, педаллю газу і грою Turbo. Також його можна було використати з іграми Destructor і The Dukes of Hazzard.
Останнє доповнення, Модуль розширення #3, був випущений влітку 1983. Він перетворював ColecoVision на повноцінний комп'ютер, відомий як Coleco Adam. В комплект входила клавіатура, і пристрій для зберігання даних на касетах.
Спочатку цей модуль був задуманий як «Super Game Module», що використовує в якості носія даних якісь ігрові пластинки. Хоча Coleco представляла макет пристрою на Шоу іграшок у Нью-Йорку в 1983 році, цей продукт не був випущений. Існують чутки, що Модуль розширення #3 повинен був підключатися до плеєра CED (спеціальних відеодисків) від RCA, використовуючи його диски як носій даних великого обсягу.
Coleco також створила прототип четвертого модуля розширення, який додавав до можливостей консолі сумісність з іграми від Mattel Intellivision, але цей модуль так і не був випущений.
Існувало також два інших модулі розширення: роликовий контролер, що постачався з грою Slither, і спортивний контролер, схожий на боксерську рукавичку з джойстиком і декількома кнопками.

## Ігри

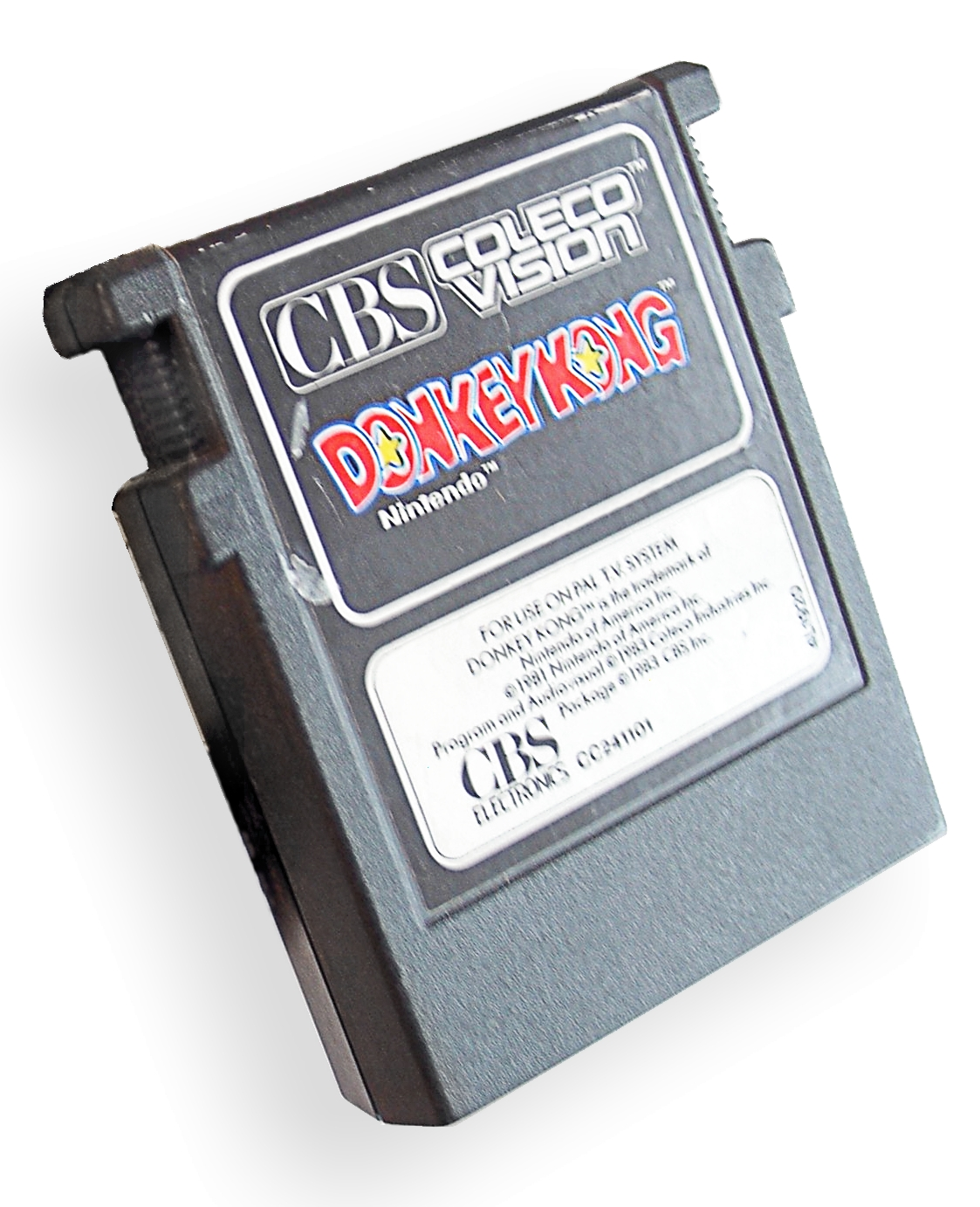
Гральний картридж із грою Donkey Kong

Підхід Coleco до випуску ігор полягав у ліцензуванні аркадних ігор, які відсутні в Atari, і випуску картриджів для Atari 2600 і Intellivision у додатку до своєї власної системи. Розуміючи, що Atari має підтримку з боку компаній, подібних Namco (творець Pac-Man і багатьох інших хітів), Coleco залучила до співпраці компанії Sega, Konami, і Universal. ColecoVision була досить потужною, щоб забезпечити перенесення ігор з ігрових автоматів з якістю, близькою до оригіналів, що сприяло зростанню її популярності. Ігрова преса, на кшталт журналу Electronic Games, виявляла великий ентузіазм стосовно консолі від Coleco.
До числа популярних ігор системи входять Donkey Kong (йде в комплекті з консоллю), Donkey Kong Junior, Carnival, Ladybug, Mouse Trap, Smurf: Rescue in Gargamel's Castle, і Zaxxon. ColecoVision не пропонувала нових оригінальних ігор, тому більшість найбільш популярних ігор для неї є перенесеннями з ігрових автоматів. Однак, було й кілька примітних оригінальних ігор, таких як War Room, Illusions, і Fortune Builder, яка є однією з перших ігор, що вплинули на розвиток жанру ігор в стилі SimCity. Більшість ігор не мало чіткого закінчення і мети, замість цього вони починалися спочатку. Як приклад можна навести гру Cosmic Avenger.

## 12-секундна затримка
Всі ігри від Coleco, і більшість ігор від сторонніх виробників, мали 12-секундну затримку перед появою екрану вибору гри. Поширений анекдот припускав, що ця затримка виникає внаслідок наявності в ColecoVision спеціальної функції, яка імітує мову програмування PASCAL. Звичайно, це було не так, реальною причиною затримки був цикл в BIOS консолі, тобто затримка була зроблена спеціально. Деякі компанії, наприклад Parker Brothers, Activision, і Micro Fun, позбавлялися від цієї затримки шляхом обходу циклу в BIOS.

## Інші ігри
Coleco набула поганої слави, рекламуючи майбутні ігри, які згодом так і не виходили. Не було рідкістю, що ігри, які не вийшли, рекламувалися з використанням справжніх зображень з ігор або спеціально виконаних зображень, які імітують вигляд готової гри. Таким чином, близько 50 ігор для ColecoVision мали рекламу у каталогах або на пакуваннях, але ніколи не вийшли у продаж.
У 1997 році для ColecoVision було створено першу аматорську гру, Kevtris — клон Tetris від Кевіна Гортона (англ. Kevin Horton). Після цього, розробник-аматор Джон Дондзіла (англ. John Dondzila) випустив три нові гри для ColecoVision — Space Invasion, Star Fortress, і Purple Dino Demo.